# Франки
Фра́нки (лат. Franci, фр. Francs, нем. Franken) — союз древних западногерманских племён, который впервые упоминается в хрониках в 242 году нашей эры. По свидетельству современника, в этот год один из отрядов франков вторгся в Галлию у нижнего Рейна и был разбит трибуном VI легиона Аврелианом, будущим римским императором.
Племенной союз состоял из хамавов, бруктеров, усипетов, тенктеров, сигамбров, хаттов и других племён, и сыграл важную роль во всемирной истории благодаря основанному им Франкскому государству. Впервые в Европе они появились в III столетии на Нижнем Рейне, затем разделились на две части, по Рейну на:
- Среднем Рейне, от Кёльна до Майнца и по Мозелю — рипуарские франки (прибрежные[5])[4][6], говорили на рипуарских диалектах;
- Нижнем Рейне — салические франки[7], говорили на древнефранкском языке.

При разделах государства франков, в VI столетии, прибрежные франки входили в состав Австразии.

## Этимология
Термин «франки» до сих пор вызывает дискуссии среди историков и филологов. Впервые встречается в форме лат. francus. Дифенбах полагал, что корень имеет кельтское происхождение. Я. Гримм возводил его к старогерманск. franco — «свободный человек». Некоторые другие исследователи возводят к др.-англ. franca — «дротик», «небольшое копьё». Во французском языке имеет значение «честный», «открытый».
Подразделяются на две большие группы. Первая — салические франки (от лат. salis — «морское побережье»), называемые также северными, или верхними, расселились в IV веке в низовьях Рейна и Шельды. Вторая группа — так называемые «береговые», или нижние, или рипуарские франки (от лат. ripa — «берег реки»), жили в среднем течении Рейна и Майна.
Термин «франки» в III — начале IV веков нашей эры использовался применительно к следующим германским племенам: хаттам, хамавам, тенктерам, бруктерам, сигамбрам и ампсивариям. В этот период у германцев происходил распад старых родоплеменных отношений, шло быстрое имущественное расслоение. Прежние племена консолидировались в большие объединения — племенные союзы. Ещё раньше образовался готский союз, возникли свевский, маркоманнский и аламаннский союзы.

## Мифологическое происхождение
Помимо наиболее авторитетной «Истории франков», написанной Григорием Турским, существуют два других ранних источника, описывающие происхождение франков — это работы 7-го века, известные как «Хроника Фредегара» и «Книга истории франков» неизвестного автора, написанные столетием позже.
Автор Хроники Фредегара утверждает, что франки произошли из Трои и ссылается на работы Вергилия и Иеронима, так как франки упоминаются в работах Иеронима. В хронике Приам описывается как франкский король, народ которого мигрировал в Македонию после падения Трои. В Македонии франки разошлись. Европейские франки достигли Франции при короле Францио, точно так же, как Ромул отправился в Рим. Другой ветвью, при короле Турко, стали турки. Фредегар заявил, что Теодомер, названный Григорием королем франков, произошел от Приама, Фриги и Францио.
В «Книге истории франков» описано, как 12 000 троянцев во главе с Приамом и Антенором отправились из Трои на реку Дон (на территорию современной России) и далее — в Паннонию, которая находится на Дунае и расположена вблизи Азовского моря. Там они основали город под названием Сигамбрия. Троянцы оказали помощь римской армии по загону своих врагов в болота Мэотиса, за что они получили имя франков (что означает «дикий»). Десять лет спустя римляне убили Приама и изгнали Маркомира и Суннона, сыновей Приама и Антенора, а также других франков.
Миф о троянском происхождении франков называют, возможно, самым успешным нарративом этнического происхождения в средневековой Европе.

## История
Франки в то время, когда у них вождями были Геннобавд, Маркомир и Суннон, устремились в Германию (здесь имеется в виду римская провинция Германия на левом берегу Рейна) и, перейдя границу, перебили многих жителей, опустошили плодороднейшие области, а также навели страх на жителей Кёльна. Когда об этом стало известно в городе Трире, военачальники Наннин и Квинтин, которым Максим поручил малолетнего сына и защиту Галлии, набрав войско, пришли в Кёльн.
Многие историки передают, что те же самые франки пришли из Паннонии и прежде всего заселили берега Рейна. Затем отсюда они перешли Рейн, прошли Тюрингию и там по округам и областям избрали себе длинноволосых королей из своих первых, так сказать, более знатных родов (там же). В 242 году один из отрядов франков вторгся на территорию Римской империи (в Галлию у нижнего Рейна) и был разбит трибуном VI легиона Аврелианом, будущим императором. В 261 году франки вновь перешли Рейн. Правитель сепаратного государства Галлия (259—274) Постум отбросил их обратно за Рейн.
К середине V века франки делились на две группы: «рейнские» (или рипуарские франки) объединились в рамках единого королевства с центром в Кёльне, с резиденцией в преторском дворце имперских легатов. И северные франки, которые с IV века получили название «салические франки», в V веке были раздроблены по многочисленным мелким княжествам.
Салические франки в IV веке были разбиты римлянами, но в V веке под руководством своего вождя Хлодвига франки завоевали основную часть Галлии и образовали королевство франков. Законы и принципы общественного строя франков зафиксированы в Салической правде. Салические франки стали основой для голландской и фламандской наций, в то время как ассимилированная галлами и римлянами и потерявшая свой язык их часть вошла в состав французской и особенно валлонской наций. Рипуарские франки, сохранившие свой язык, составили основу населения Франконии и других немецких земель, в меньшей степени — Нидерландов.

## Династия Меровингов
Григорий Турский во II книге сообщил, что в течение пятого века вокруг Кёльна, Турне, Камбре и других городов существовали маленькие франкские королевства. В конце концов королевство Меровингов стало доминировать над остальными, возможно, из-за его связи с римскими властными структурами на севере Галлии, в которые франкские вооруженные силы, по-видимому, были в некоторой степени интегрированы. Эгидий первоначально был армейским магистром северной Галлии, назначенным майоритянином, но после смерти майора, по-видимому, рассматривался как римский мятежник, который полагался на франкские силы. Григорий Турский пишет, что Хильдерик I был выслан на 8 лет, в то время как Эгидий был назван «королем франков». В конце концов Хильдерик вернулся и забрал титул. Эгидий умер в 464 или 465 году. Хильдерик и его сын Хлодвиг I были названы правителями римской провинции Белгика, духовным лидером которой во времена Хлодвига, святого Ремигия, (...)[прояснить]
Позже, в 486 году, Хлодвиг победил сына Эгидия, Сиагрия, а затем заключил в тюрьму и казнил франкского короля Харариха. Несколько лет спустя он убил Рагнахара, франкского короля Камбре, и его братьев. После завоевания Суассонской области и изгнания вестготов из южной части Галлии в битве при Вуйе, он установил над большей частью Галлии франкскую гегемонию, за исключением Королевства Бургундии, Прованса и Бретани, которые в конечном итоге были взяты его потомками. К 490-м годам он завоевал все королевства к западу от реки Маас, за исключением прибрежных франков, и сделал Париж своей столицей. В 509 году он стал первым королем всех франков после завоевания Кёльна.
Хлодвиг I разделил свое царство между четырьмя сыновьями, которые позже объединились для победы над Бургундией в 534 году. Внутренняя междоусобица произошла во времена правления братьев Сигиберта I и Хильперика I, которая во многом подпитывалась соперничеством их королев, Брунгильды и Фредегонды, и которая продолжалась во времена правления их сыновей и внуков. Появились три разных суб-царства: Австразия, Нейстрия и Бургундия, каждое из которых развивалось независимо и стремилось оказывать влияние на других. Влияние клана Арнольфингов из Австразии обеспечило постепенное смещение политического центра в королевстве на восток, в Рейнскую область.
В 613 году франкское государство было воссоединено Хлотарем II, сыном Хильперика, который в попытке уменьшить коррупцию и подтвердить свою власть отдал Парижский указ своим органам власти. После военных успехов его сына и преемника Дагоберта I королевская власть быстро пришла в упадок под влиянием ряда королей, традиционно известных как les rois fainéants. После битвы при Тертри в 687 году майордом, в прошлом главный чиновник королевского двора — Пипин Короткий, с одобрения Папы Римского и дворянства в 751 году свергнул последнего меровингского короля Хильдерика III. Это положило начало новой династии — Каролингов.

## Государство у франков
Возникновение Франкского государства отсчитывают с правления короля Хлодвига (481—511). Среди его предшественников первым князем салических франков источники упоминают Хлодиона (или Клодион), разбитого в 431 году римским полководцем Аэцием. Оправившись от поражения, Хлодион захватил город Камбре и всё побережье до реки Соммы, после чего сделал своей столицей Турне.
Его преемником стал легендарный Меровей, бывший, согласно легенде, плодом противоестественного союза женщины и морского чудовища. Возможно, это была попытка объяснить его имя «Меровей», что значит «рождённый морем».
Сын Меровея Хильдерик I был князем Турне и отцом Хлодвига I — личность реальная. В XVII веке обнаружено его богатое погребение.
В 496 году Хлодвиг I принимает христианство. Переход в христианское вероисповедание позволил Хлодвигу получить влияние и власть над галло-римским населением. Тем более, что теперь у него была могущественная поддержка — духовенство.

## Хозяйство и верования
Основную роль в хозяйстве франков, согласно данным «Салической правды», играло земледелие. Помимо зерновых культур, франки сеяли лён и разводили огороды, сажая бобы, горох, чечевицу и репу.
Преимущественно исповедовали христианство, но также встречались языческие общины, которые не приветствовались королём и были немногочисленны.

## Антропология
Известный антрополог Карлтон Кун относил большинство франков и алеманнов к кельтскому типу, который представляет собой нордический подтип, содержащий динарскую и альпийскую примесь, и характеризуется мезоцефалией, низким сводом, выступающим носом и более тёмной пигментацией:
«[Скелетные] серии наглядно демонстрируют, что франки были умеренно разнообразной группой, но отличающейся как целое от основного северогерманского типа, от которого они, вероятно, произошли. Хотя отдельные индивиды принадлежат к этому типу, франки в целом напоминают кельтские народы, занявшие до них Бельгию и северную Францию. Это сходство включает общее значение черепного указателя около 76 и высоту черепного свода 132 мм. Между меровингскими франками и местными кельтами нет никаких особых отличий по размерам или форме черепа, кроме одного важного факта: вместо попадания в диапазон между кельтами и другими германцами по многим метрическим критериям франки немного превосходят самих кельтов. Это верно для лицевых и черепных указателей. Далее, рост франков находится на уровне галлов, со средним значением 166 см для мужчин из Бельгии, и есть указания на то, что во Франции он был еще меньше.
Вывод, который необходимо сделать из этого сравнения, таков: франки приобрели свою кельтоподобную общую физическую форму в Рейнланде или в юго-западной части Германии до того, как саксы вытеснили их во Францию и в нижние страны. Здесь, каково бы ни было смешение между ними и предшествующим кельтским населением, их тип изменился слабо или остался таким же. Этот вывод подтверждается тем свидетельством из Бадена, что алеманны таким же образом с самого начала их совместного путешествия в юго-западной Германии подвергались смешению с кельтами. За исключением области вдоль берега Ла-Манша, германские завоевания Франции и юго-восточной Бельгии не принесли с собой ничего нового в исходный расовый состав этих стран. С другой стороны, завоевания кельтов, усиленные Меровингами, имели некоторое значение.
Выводы из имеющейся у нас информации о расовом происхождении и рассеивании древнегерманских народов можно озвучить коротко и ясно. В начале местного железного века в северно-западной Германии и Скандинавии появилось новое население, принеся гальштатский тип культуры. Эти завоеватели имели обычный центральноевропейский нордический тип, связанный в более древние столетия с иллирийцами. Из-за смешения с местными формами мегалитических и шнуровых элементов, а также элементов борребю эти пришельцы дали начало особому нордическому подтипу, характеризовавшемуся бо́льшим сводом и лицом, более тяжелым телосложением и формой черепа на границе долихо– и мезоцефалии.

Германские племена, путешествовавшие по Европе во время периода миграций, по сути, принадлежали к этому новому типу. Исключениями были алеманны и франки, которые в юго-западной Германии приобрели кельтский физический облик, принесенный ими в Бельгию, Францию и Швейцарию – страны, уже непосредственно знакомые с кельтами».